# Runkolinja 300
La ligne 300 (en finnois : Runkolinja 300) est est une ligne de bus à haut niveau de service du réseau des bus de la région d'Helsinki reliant Helsinki et Vantaa en Finlande.

## Description
La ligne principale 300 a commencé à fonctionner le 15 août 2022,.
Le tracé de la ligne part de Elielinaukio emprunte Vihdintie, traverse Pähkinärinne, pour se terminer à Myyrmäki.
La ligne principale 300 fait partie du projet des lignes d'Hämeenlinnanväylä et de Vihdintie,,.

## Impact sur les autres lignes
La ligne principale 300, ainsi que la ligne principale 400, ont remplacé les lignes régionales directes de Länsi-Vantaa et Pohjois-Espoo vers Helsinki.
Les lignes régionales qui ont été remplacées par la ligne 300 étaient les 322 et 332 qui passaient par Vihdintie.
Toutefois, HSL a décidé de conserver la ligne 345 (Rinnekoti – Elielinaukio) et la ligne 321 (Vanhakartano – Elielinaukio).

## Critiques
Le remplacement des lignes directes vers Helsinki par d'autres lignes a suscité de nombreuses critiques. Beaucoup ont critiqué ces projets en raison de l'allongement possible des temps de trajet et de l'augmentation des temps de correspondances.
Fin 2018, une pétition s'opposant à la suppression des lignes directes dans le nord d'Espoo avait recueilli plus de 1 100 signatures en peu de temps.

## Modifications apportées au projet
Selon le projet initial, les lignes 321 et 345 devaient également être interrompues ainsi que la ligne principale 300, mais ces plans ont été abandonnés en raison des critiques. Malgré cela, il a été décidé d'interrompre la ligne directe 436 passant par l'Hämeenlinnanväylä en direction de Pohjois-Espoo.

## Galerie

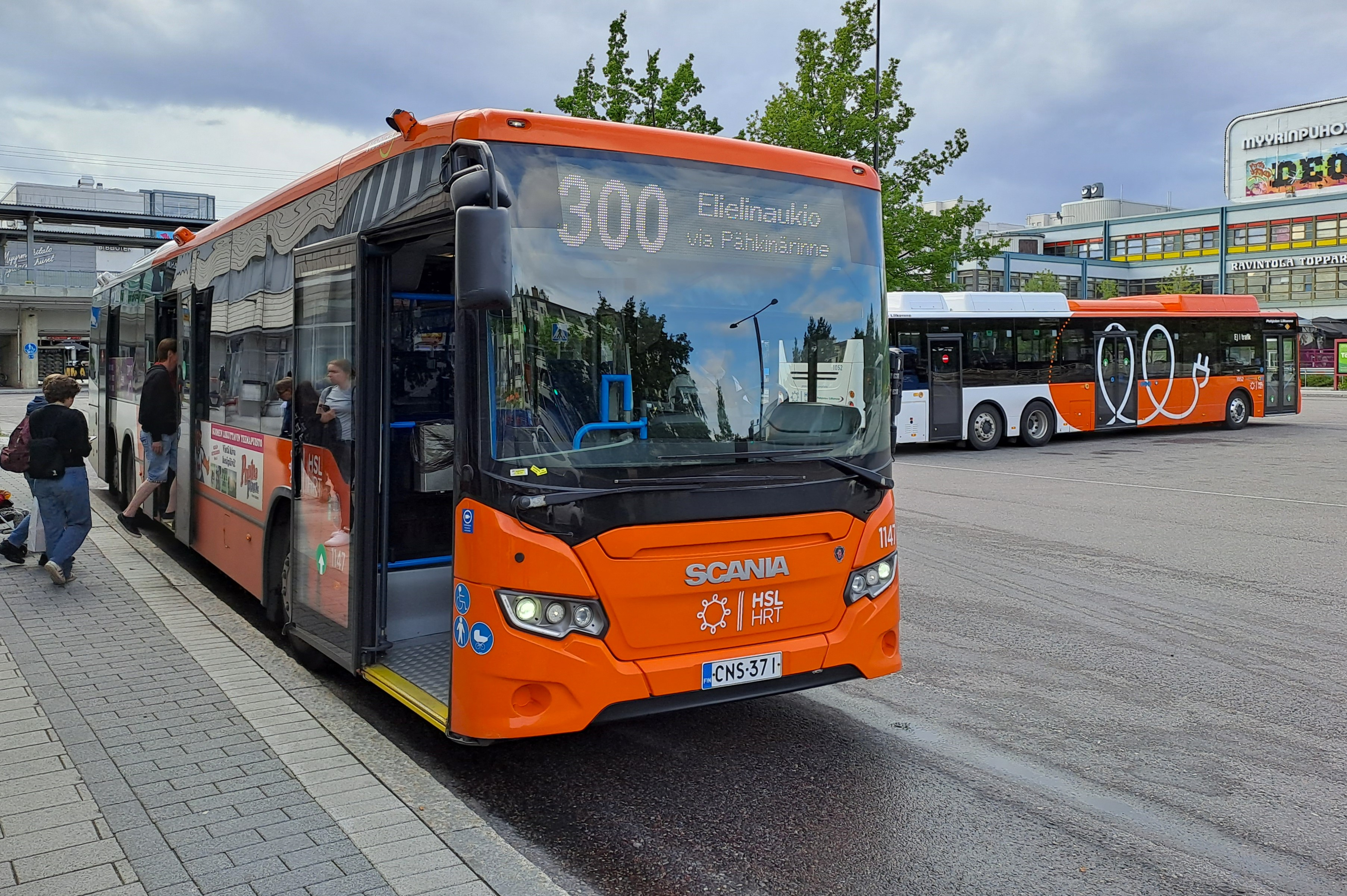
Bus 300 à Myyrmäki.